# イドース
イドース (idose, Ido) は、六炭糖およびアルドースに分類される単糖の一種。L-イドースはD-グルコースの5位のエピマーである。
イドース自体は自然界にほとんど存在しないが、イドースのウロン酸であるイズロン酸は皮膚や血液に含まれ、動物にとって重要なグリコサミノグリカンであるヘパラン硫酸（ヘパリン）やデルマタン硫酸を構成している。
D-イドースは、ヒドロキシ基（OH基）同士の1,3-ジアキシアル効果と、CH2OH基とC−Hの1,3-ジアキシアル効果が拮抗するため、α-イドピラノース型では水中で一般的ないす形（1C4）または珍しいねじれ形配座（S35）ともう一種類のいす形（4C1）の平衡状態として存在していることが示唆されている。

## 特徴
水溶液中では異性化を起こし、アルデヒド構造（0.1%）、水和構造（0.5%）、環状構造（ピラノースならびにフラノース）との混合物となる（変旋光）。
| D-イドース            | D-イドース            | D-イドース            |
| ナッタ投影式          | ハース投影式          | ハース投影式          |
| --------------------- | --------------------- | --------------------- |
|                       | α-D-Idofuranose 13.5% | β-D-Idofuranose 16.5% |
| α-D-Idopyranose 35.9% | β-D-Idopyranose 33.4% |                       |